# Ын, Чарльз
Чарльз Читат Ын (англ. Charles Chitat Ng, иер. упр. 吳志達, ютпхин: ng⁴ zi³ daat⁶, пиньинь: Wú Zhìdá, палл.: У Чжида; 24 декабря 1960, Гонконг, Британский Гонконг) — американский серийный убийца, который совместно с Леонардом Лейком с 1984 по 1985 год совершил более 10 убийств на территории округа Калаверас и города Сан-Франциско в штате Калифорния. Всего же сообщники подозревались в совершении 25 убийств. Судебный процесс над Ыном на момент его осуждения стал самым дорогостоящим в истории штата Калифорния и обошёлся в сумму 14 миллионов долларов из-за многолетнего международного правового противостояния между США и Канадой об его экстрадиции в штат Калифорния для предания суду и искусного манипулирования уголовно-правовой системой США его адвокатами. В 1999 году Чарльз Ын был признан виновным в убийстве 11 человек и был приговорён к смертной казни.

## Ранние годы
Чарльз Читат Ын родился 24 декабря 1960 года в Гонконге в семье состоятельного предпринимателя Кеннета Ына. Несмотря на отсутствие материальных трудностей, детство и юность Чарльз провёл в социально-неблагополучной обстановке, так как его отец придерживался авторитарного стиля воспитания и подвергал сына агрессии и физическим нападкам, вследствие этого в начале 1970-х годов Чарльз начал демонстрировать девиантное поведение, а также стремление к нонконформизму, вступив с отцом в затяжной конфликт. Из-за проблем с дисциплиной, успеваемостью и хронических прогулов, будучи подростком, Чарльз был вынужден сменить несколько школ, после чего отец в 1976 году отправил его в Англию, где Чарльз был зачислен в учебное заведение «Bentham Grammar School» в графстве Йоркшир, которое он окончил в 1978 году.
В школьные годы Чарльз занялся спортом, в частности, увлёкся изучением боевых искусств восточноазиатского происхождения, по причине чего его физическое развитие шло быстрее, чем у его ровесников. В этот период Ын стал демонстрировать признаки клептомании. В год окончания школы он был несколько раз пойман на совершении краж у одноклассников и из магазинов. После окончания школы Ын эмигрировал в США по студенческой визе. Он остановился в городе Сан-Леандро, где проживали его родственники, и поступил в частный католический университет Университет Нотр-Дам де Намюр в калифорнийском городе Белмонт, где начал изучать биологию. Однако Чарльз быстро охладел к учёбе, стал злоупотреблять хроническими прогулами, благодаря чему был отчислен из университета по окончании первого семестра.
Бросив университет, Ын некоторое время жил на материальном обеспечении родственников, совершал мелкие кражи и перебивался случайными заработками. Осенью 1979 года Чарльз стал виновником ДТП, в результате которого были пострадавшие. Он скрылся с места происшествия. Будучи объявленным в розыск, он отправился в Сан-Франциско, где при содействии своего знакомого получил фальшивые документы, согласно которым стал гражданином США и уроженцем города Блумингтон (штат Индиана). Используя фальшивые документы, Ын явился на призывной участок и в конце 1979 года завербовался в армию США и вскоре был зачислен в Корпус морской пехоты.

## Криминальная карьера
В период с 1979 по 1981 годы Чарльз Ын проходил военную службу на авиабазе «Kaneohe Bay Marine Corps Air Station», расположенную на острове Оаху (штат Гавайи), в звании младшего капрала. 13 октября 1981 года Чарльз совместно с тремя сослуживцами был уличён в краже с армейских складов оружия. В ходе расследования было установлено, что Ын похитил несколько гранатомётов, штурмовых винтовок и приборов ночного видения на сумму в 11 406 долларов, намереваясь продать это оружие. Узнав об предстоящем аресте, 11 ноября того же года ему удалось покинуть расположение военной части и скрыться, после чего он был объявлен в розыск. Ын отправился в Северную Калифорнию, где познакомился с представителями субкультуры сурвивализм, которые, в свою очередь, вскоре познакомили его с Леонардом Лейком.
Ын и Лейк были фанатами оружия и боевых искусств и демонстрировали идентичную страсть к патологическим удовольствиям, вследствие чего вскоре стали близкими друзьями. Вскоре Ын переехал на ранчо в городе Фило, расположенное в 100 милях к северу от Сан-Франциско, где проживал Лейк со своей женой. В апреле 1982 года в ходе полицейской операции с участием агентов ФБР Лейк и Чарльз Ын были арестованы на территории ранчо. В ходе обыска было обнаружено большое количество огнестрельного оружия. Чарльз Ын был осуждён по обвинению в краже государственного имущества и приговорён к 14 годам лишения свободы, а Леонард Лейк, которому было предъявлено обвинение в незаконном хранении оружия, скрылся, после того как заплатил в качестве залога 50 000 долларов.
После осуждения Ын был этапирован в военную тюрьму «Форт Ливенворт», где находился до июня 1984 года, после чего был освобождён, ожидая экстрадиции обратно в Гонконг. Во время заключения было отмечено, что Ын отличался дисциплинированностью и высокой стрессоустойчивостью, которая характеризовалась низким уровнем эмоциональности. Из-за административной ошибки Служба гражданства и иммиграции США затянула процесс экстрадиции, благодаря чему он сумел скрыться и снова отправился в штат Калифорния.
Ын появился в Сан-Франциско, где снял жильё и устроился на работу в компанию «Dennis Moving Company».
В октябре 1984 года Чарльз Ын в очередной раз был арестован во время совершения кражи постельных принадлежностей стоимостью 52 доллара в одном из магазинов города Дейли-Сити. После ареста ему было предъявлено обвинение и назначен залог в размере 1000 долларов США, который был выплачен женой Лейка Кларалин Балаш по просьбе Ына. После выплаты залога жена Лейка сообщила Чарльзу местонахождение Леонарда, который, будучи в розыске, проживал под вымышленным именем на ранчо в небольшом городе Уиллсивилл в округе Калаверас, расположенном в 125 милях к юго-востоку от Сан-Франциско, владельцами которого были родители его жены, где он вёл затворнический образ жизни. Позже Ын также поселился на ранчо и стал проживать совместно с Лейком, после чего на ранчо произошла серия убийств.

## Разоблачение
2 июня 1985 года Чарльз Ын совершил кражу тисков стоимостью 75 долларов из одного хозяйственного магазинов в южном Сан-Франциско. После того как продавец вызвал полицию, Леонард Лейк, который во время совершения кражи находился в салоне автомобиля, припаркованного возле магазина, вышел из автомобиля и попытался урегулировать конфликт, заплатив продавцу стоимость украденного товара. Во время приезда полиции Чарльз Ын сумел скрыться, благодаря чему оставшийся на месте преступления Леонард Лейк подвергся допросу. Лейк предъявил документы на имя 26-летнего Робина Стэпли, что вызвало определённые сомнения, учитывая наличие у Лейка обширных залысин и проблем с лишним весом. Полиция обыскала его автомобиль, в котором находился револьвер 22-го калибра, глушитель и пули. Сравнив серийные номера автомобиля Лейка с серийными номерами из списка угнанных автомобилей, полиция выяснила, что автомобиль, на котором передвигались преступники, принадлежал 39-летнему Полу Коснеру, который пропал без вести 2 ноября 1984 года в Сан-Франциско, после чего Лейк был доставлен в полицейский участок для выяснения обстоятельств. В ходе допроса Леонард назвал своё настоящее имя и имя своего сообщника, а также признался, что находится в розыске с 1982 года. Для того чтобы дать написать записку своей бывшей жене, ему была предоставлена бумага и ручка. Написав несколько строчек, Лейк попросил стакан воды, выпив который, упал в обморок, после чего был отправлен в больницу. В ходе обследования было установлено, что Лейк проглотил таблетку с цианидом, что вызвало поражение его центральной нервной системы, вследствие чего он впал в кому. Его подключили к аппарату искусственной вентиляции лёгких, но из-за осложнений он умер 6 июня того же года, а Чарльз Ын был объявлен в розыск.
За день до смерти Лейка полиция допросила его жену, которая под давлением следствия указала адрес проживания Лейка. В ходе осмотра апартаментов, где проживали преступники, полиция обнаружила бункер, который Лейк собственноручно построил в 12 метрах от дома после своего появления на ранчо. В бункере были обнаружены две комнаты, одна из которых содержала кровать и различное оборудование, используемое для эротико-эстетической практики бондаж, а в другой было размещено оборудование для киносъёмки. Также было найдено множество любительских порнографических фильмов, снятых Леонардом, дневников, который он вёл с 1982 года, а также множество видеоплёнок различного содержания. За одним из зданий была обнаружена частично закопанная яма длиной более 3 метров. Проведя осмотр ямы, сотрудники полиции вскоре выкопали человеческую кость, после чего были проведены эксгумационные работы, в ходе которых были обнаружены два полных скелета, а также более 20 кг обугленных костей, которые принадлежали 20 скелетам, в том числе детским. К 17 июня были найдены останки 5 человек, а также обнаружены не менее 7 следов больших костров на территории ранчо, которые, по мнению следствия, использовались Лейком и Ыном для сжигания трупов своих жертв. Изучив видеозаписи и дневники Лейка, следствие установило, что Леонард Лейк был представителем субкультуры «сурвивализм» и активно готовился к ядерной войне, в целях чего возвёл бункер и, испытывая патологически повышенное половое влечение, планировал использовать девушек и женщин в качестве рабынь для сексуальной эксплуатации для продолжения человеческого рода. Мотивы подготовки к катастрофе так и не были установлены. В своём бункере Лейк снял множество любительских порнографических фильмов под названием «Операция Миранда», которые стали интерпретацией его сексуальных фантазий и содержали сцены сексуальных оргий в формате БДСМ. Из-за появления Кларалин Балаш на нескольких видеозаписях она была также задержана в качестве соучастницы. Получив иммунитет от судебного преследования, она вскоре стала давать показания о том, как развивались события в течение 1982—1985 годов.
На одной из видеокассет, найденных на территории ранчо, была запечатлена сцена сексуального насилия и различных пыток, которыми Лейк и Чарльз Ын подвергли женщину, прикованную наручниками к стулу. В ходе анализа видеозаписи жертва насилия была идентифицирована как Бренда Оконнор, жена 27-летнего соседа Лейка по имени Лонни Бонд.
На другой видеозаписи Чарльз Ын и Лейк совершают акты физического и психологического насилия по отношению к другой молодой девушке, которая была впоследствии опознана как 18-летняя Кейтлин Аллен, чьи останки впоследствии были идентифицированы в ноябре 1985 года по прижизненным рентгеновским снимкам зубов и костей черепа. Аллен познакомилась с Чарльзом Ыном при помощи своего жениха после освобождения Ына из тюрьмы в 1984 году и вскоре приехала в округ Калаверас из города Сан-Хосе по приглашению Чарльза, после чего пропала без вести. Ещё одна девушка, которая также присутствовала на видеозаписи, будучи связанной и закованной в наручниках, была идентифицирована как 33-летняя Дебора Дабс, которая пропала вместе с мужем и 16-месячным сыном 25 июля 1984 года в Сан-Франциско после того, как её муж отправился на встречу с двумя мужчинами, чтобы обсудить продажу киносъёмочного оборудования. В июне 1985 года в ходе обыска апартаментов Лейка оборудование, принадлежавшее Дабсу, было найдено в доме преступника, на основании чего Дебора, Харви и Шон Дабсы были объявлены как потенциальные жертвы Леонарда Лейка и Чарльза Ына.
18 июля 1985 года с помощью дактилоскопической экспертизы были идентифицированы тела Робина Стэпли и Лонни Бонда, чьи трупы были эксгумированы девятью днями ранее, завёрнутые в мешки и обмотанные скотчем, которые, по словам судмедэксперта, находились в земле от 3 до 6 месяцев. В ходе расследования было установлено, что Бонд состоял в дружеских отношениях с Лейком и Ыном. Бонд, его жена Бренда, их 2-летний сын Лонни-младший пропали без в начале мая 1985 года. После обнаружения тела Бонда в полицию обратился один из друзей убитого, который заявил, что незадолго до своего исчезновения Бонд находился с Лейком в состоянии конфликта, так как подозревал, что Лейк и Чарльз Ын сексуально надругались над его женой. Также, помимо Бонда и Стэпли, следствию удалось идентифицировать ещё одну жертву, которая была идентифицирована как 36-летний Рэнди Джейкобсон, который пропал без вести в октябре 1984 года в районе Сан-Франциско под названием Хейт-Эшбери. Всего на тот момент на территории ранчо было обнаружено 11 тел.
Ричард Гарацца, который в июле 1984 года получил огнестрельное ранение в ходе ограбления, в котором был убит диск-жокей одного из клубов Сан-Франциско 37-летний Дональд Джулетти, после разоблачения идентифицировал в качестве преступника Чарльза Ына.
Также Чарльз Ын подозревался в причастности к исчезновению 23-летнего Клиффорда Перанто, который вместе с Чарльзом работал в компании «Dennis Moving Company» и пропал без вести 20 января 1985 года в Сан-Франциско после конфликта с Ыном, а также в причастности к исчезновению 25-летнего Джеффа Джеральда, барабанщика музыкальной панк-группы «Crash and Burn» из Сан-Франциско, который пропал без вести в феврале 1985 года. Друзья Джеральда заявили в полицию о том, что перед исчезновением Джефф собирался оказать помощь своему другу по транспортировке мебели во время переезда на новую квартиру. После разоблачения Лейка и Ына знакомые Джеральда идентифицировали Чарльза Ына в качестве друга Джеральда, к которому пропавший без вести планировал прийти на помощь; 23-летний Майкл Кэрролл, который был женихом Кейтлин Аллен. На видеозаписи с её участием Лейк упоминает его имя, уверяя Аллен в том, что Кэррол убит. Родственники Кэролла заявили полиции, что Кэролл был сокамерником Чарльза Ына во время заключения последнего в тюрьме Форт-Ливенпорт; Кроме этого, в список жертв Лейка попали: 40-летний Пол Коснер, пропавший без вести 2 ноября 1984 года после того, как отправился на встречу с клиентом по поводу продажи своего автомобиля. В день ареста Лейка он находился за рулём автомобиля Коснера; 30-летний Джеффри Эскрин, который пропал без вести в апреле 1984 года на территории города Саннивейл. После ареста и разоблачения преступников автомобиль Эскрина был найден в лесистой местности недалеко от ранчо Леонарда. Одна из видеокамер, найденных в доме Лейка, была позже опознана друзьями и родственниками Эскрина как ранее принадлежавшая ему; 36-летний Чарльз Гуннар, который был близким другом Леонарда Лейка и свидетелем жениха на его свадьбе в 1981 году. Жена Гуннара сообщила полиции, что он пропал без вести в 1983 году. После смерти Лейка ряд соседей заявили сотрудникам правоохранительных органов о том, что Леонард Лейк использовал его имя в качестве своего вымышленного. Также в список потенциальных жертв попал младший брат Леонарда — 32-летний Дональд Стивен Лейк, который пропал без вести в апреле 1983 года. Мать братьев, Глория Эберлинг после исчезновения Дональда заявила об этом в полицию. В ходе эксгумационных работ были найдены полуразложившиеся тела пяти молодых людей, двое из которых принадлежали афроамериканцам.
Розыскные мероприятия по поимке Ына были развернуты в Великобритании и Канаде. За информацию о его местонахождении была объявлена награда в 25 000 долларов, которая стала крупнейшей за 11 лет со времен расследования Серийных убийств «Зебра», совершённых по расовым и религиозным мотивам в период с октября 1973 года по апрель 1974 года в Сан-Франциско.

## Арест
После ареста Леонарда Лейка Чарльз Ын позвонил его жене и рассказал о случившемся. На следующий день Ын явился в свою съёмную квартиру в Сан-Франциско, где забрал документы, деньги и другие личные вещи, после чего при помощи жены Лейка добрался до аэропорта, где купил билет до Чикаго. Появившись в Чикаго, Ын явился на порог дома своего друга по имени Дэвид Диаз, который был одним из сокамерников Чарльза в тюрьме Форт-Ливенворт. Из Чикаго Ын направился в Детройт, где при содействии Диаза ему удалось пересечь государственную границу с Канадой и переехать в город Виндзор, откуда он отправился дальше на север страны. 9 июня Ын появился в городе Грейтер-Садбери, где он был замечен полицией и задержан для проверки документов. Предоставив фальшивые документы, Ын был отпущен, после чего снял номер в одном из мотелей города, где в целях изменения внешности изменил причёску, сбрил брови и другую растительность на лице. На следующий день Чарльз купил билет и сел на автобус, который доставил его на территорию города Виннипег. В середине июня Ын появился в городе Калгари, где проживала его родная сестра Элис. Однако он не смог обнаружить место жительства сестры, вследствие чего на протяжении нескольких последующих недель вынужден был проживать на территории одного из парков в южной части города, где он вырыл яму, в которой организовал тайник, где хранились спальный мешок, его одежда, консервы, посуда, батарейки для фонарика, ряд книг, лопата, ряд слесарных инструментов, оружие, туалетная бумага и ряд других изделий, используемых в санитарно-гигиенических целях. Оставшись без средств к существованию, в начале июля 1985 года Чарльз снова совершил несколько мелких краж в различных магазинах. 6 июля того же года он явился в супермаркет «Hudson Bay Co», где был уличён сотрудниками охраны в краже продуктов. Во время попытки задержания Ын оказал яростное сопротивление и открыл стрельбу, в результате которой был ранен в руку один из охранников магазина, 45-летний Джон Дойл. В ходе перестрелки Чарльз Ын был обезврежен другими сотрудниками охраны и арестован. Во время ареста, помимо краденых продуктов и оружия, у него были найдены его настоящее удостоверение личности, несколько канадских долларов и книга о войне во Вьетнаме.

## Экстрадиция
Сразу же после ареста Ына Министерство юстиции США направили в Канаду запрос об его экстрадиции. Однако на основании договора о выдаче беглецов, который в целях повышения эффективности сотрудничества между двумя странами в области борьбы с преступностью был заключен в 1976 году, Канадой было отказано в экстрадиции Чарльза Ына, так как в случае экстрадиции в случае осуждения на территории штата Калифорния ему грозило уголовное наказание в виде смертной казни, что противоречило одному из пунктов договора, в то время как в Канаде смертная казнь была отменена. Отказ в экстрадиции положил начало многолетнему правовому противостоянию между двумя странами. В декабре 1985 года Ын был признан виновным в вооружённом ограблении, нападении при отягчающих обстоятельствах и незаконном хранении огнестрельного оружия, после чего получил наказание в виде 4.5 лет лишения свободы, которое он отбывал на территории Канады. В мае 1987 года губернатор штата Калифония Джордж Докмеджян написал премьер-министру Канады Брайану Малруни письмо с настоятельным призывом о выдаче Ына, министерство США повторно подали запрос об экстадиции и направило доказательства его вины, которые были рассмотрены в октябре 1988 года.
В феврале 1989 года было объявлено, что Чарльз Ын будет экстрадирован на территорию штата Калифорния после отбытия наказания на территории Канады. После отбытия наказания, в октябре 1989 года министр юстиции Канады Даг Льюис вынес решение о выдаче Ына в США, но Ын при материальной поддержке своего отца нанял команду адвокатов, которые подали ряд апелляций на основании заявления окружного прокурора округа Калаверас Джона Мартина, который заявил, что в случае экстрадиции будет добиваться смертного приговора в отношении Чарльза, и обратились в Верховный Суд Канады с заявлением, что его экстрадиция нарушает положения Канадской хартии прав и свобод, благодаря чему затянули процесс экстрадиции еще на два года.
Правовое противостояние вызвало среди населения Канады общественный резонанс после того, как было объявлено, что в ходе апелляций Ына государство потратило более 1 500 000 долларов на покрытие судебных издержек, в связи с чем представители различных организаций в защиту жертв, пострадавших от насилия, собрали несколько тысяч писем от жителей Канады и США с требованием экстрадиции преступника. В то же время представители ряда международных общественных организаций, таких как Amnesty International, выступили против экстрадиции Ына.
27 сентября 1991 года Верховный суд Канады положил конец международно-правовому противостоянию, отклонив при голосовании заключительную апелляцию Ына. Через несколько минут после вынесения постановления Чарльз был сопровождён из тюрьмы в провинции Саскачеван и помещён на самолёт, который в тот же день доставил его в Соединённые Штаты на авиабазу МакКлеллан, после чего он был этапирован в тюрьму Folsom State Prison, где он находился в течение последующих нескольких лет в период между судебными слушаниями в округе Калаверас, где было совершено большинство убийств. Экстрадиция Чарльза Ына была проведена настолько быстро, что у него не было возможности связаться со своими канадскими адвокатами, на основании чего его адвокаты заявили о намерении подать жалобу в ООН.

## Суд
Судебный процесс должен был открыться в декабре 1992 года. Чарльзу Ыну было предъявлено обвинение в совершении 12 убийств. Начиная с этого периода, Чарльз Ын и его адвокаты с целью отсрочить начало судебного процесса начали манипулировать правовой системой. В 1990-е годы Ын подал несколько абсурдных исков и жалоб против администрации тюремного учреждения на неудовлетворительные условия содержания в тюрьме, на незаконное нахождение в тюрьме Folsom State Prison, на плохое питание, плохое обращение, на приобретение морской болезни во время этапирования из тюрьмы в здание суда и неудовлетворительные габаритные размеры защитных кабин и клеток в зале судебных заседаний, в которые он был помещён в период многочисленных досудебных предварительных слушаний. Также он подавал жалобы на неудовлетворительную прочность выданных ему очков, многочисленные обыски в его камере и на запрет занятий оригами. Также Ын пять раз подавал ходатайства о переносе его судебного процесса на территорию округа Ориндж, последнее из которых было в конечном итоге удовлетворено в 1994 году.
В том же году Чарльз Ын подал жалобу в Комитет по правам человека ООН, оспаривая факт своей экстрадиции в США и обвиняя Канаду в нарушении своих прав. Очередная дата судебного процесса была назначена на 6 сентября 1996 года. В августе 1995 года Чарльзу Ыну и его адвокатам были переданы материалы уголовного дела для ознакомления, однако к тому времени уголовное дело Ына составило более 100 000 страниц полицейских отчётов, свидетельских показаний и других документов, благодаря чему обвиняемый и его команда адвокатов готовились к судебному процессу дополнительные полтора года, в связи с чем дата начала судебного процесса в очередной раз была перенесена.
Судебный процесс открылся лишь в октябре 1998 года. Свою вину в убийствах он не признал. Основными доказательствами, изобличающими Чарльза Ына в качестве убийцы, послужили видеозаписи, на которых были запечатлены как минимум 6 жертв, отпечаток его пальца и личные вещи убитых, найденные во время расследования в апартаментах Леонард Лейка и в апартаментах Ына. Защита Ына настаивала на том, что вследствие наивности их подзащитный был не способен ориентироваться в постоянно изменяющемся мире, благодаря чему он попал под влияние Леонарда Лейка, который дал ему ошибочные представления о хорошо известных явлениях и искусно манипулировал им во время совершения серийных убийств.
24 февраля 1999 года Чарльз Ын вердиктом жюри присяжных заседателей был признан виновным в совершении 11 убийств. Обвинение требовало от суда назначения ему уголовного наказания в виде смертной казни, в то время как его адвокаты настаивали на снисхождении к своему подзащитному и назначении ему наказания в виде пожизненного лишения свободы на основании того, что Чарльз был подвергнут издевательствам в детстве со стороны своего отца, что привело в итоге к психическим, эмоциональным и поведенческим проблемам Чарльза. Это подтвердил его отец — 69-летний Кеннет Ын, который посетил одно из судебных заседаний и дал показания в защиту своего сына. Сам Чарльз никак не реагировал на происходящее и выглядел погружённым в себя, в то время как его мать после оглашения вердикта и во время дачи показаний своего мужа расплакалась.
Несмотря на это, 30 июня 1999 года Чарльз Ын был приговорён к смертной казни.
Все последующие годы жизни он провёл в камере смертников тюрьмы Сан-Квентин. По состоянию на ноябрь 2022 года 62-летний Чарльз Ын продолжает дожидаться исполнения смертной казни в тюрьме Сан-Квентин.